# Новопавловська сільська рада
Новопа́вловська сільська рада (рос. Новопавловский сельский совет) — сільське поселення у складі Акбулацького району Оренбурзької області Росії.
Адміністративний центр — село Новопавловка.

## Населення
Населення — 810 осіб (2019; 852 в 2010, 1138 у 2002).

## Склад
До складу сільської ради входять:
| Населений пункт    | Населення, осіб (2002) | Населення, осіб (2010) |
| ------------------ | ---------------------- | ---------------------- |
| Міжгорний, селище  | 218                    | 104                    |
| Новопавловка, село | 920                    | 748                    |